# 揚西冰川
80°14′S 158°30′E / 80.233°S 158.500°E
揚西冰川（英語：Yancey Glacier）是南極洲的冰川，位於奧次地，處於不列顛嶺，發源自麥克林托克山附近，最終注入在塞尼特冰川以西注入伯德冰川，現時由南極條約體系管理。